# Marko Balović
Marko Balović  (Perast, 20. ožujka 1683. – Perast, 29. kolovoza 1732.), hrvatski prepisivač tekstova i gradski dužnosnik iz Crne Gore. Milorad Pavić smatra Balovića piscem i slikarom (iluminatorom).

## Životopis
Rođen u hrvatskoj patricijskoj obitelji iz Perasta Balovićima. Jedan je od sinova Matije Andrijina (1633. – 1716.), brat Julija, Krsta, Ivana, Tripa i Martina.
Imao je šestero djece, od kojih su poznatiji pjesnik i povjesničar Perasta Andrija i gradski zastupnik Josip Balović, a on je obnašao iste dužnosti. Važna osoba za kulturu povijest Perasta. Radio je kao pomorski trgovac i poduzetnik. Putovao Sredozemljem, po Dalmaciji, Albaniji i po Bliskom istoku. Odigrao važnu logističku ulogu za mletačko-turskog rata 1714. do 1718. godine. Opskrbio je 1716. godine grad pšenicom u vrijeme oskudice u hrani. Dva broda ulcinjskih gusara su ga napala kad je morem 1728. putovao u Drač i pretrpio je teško ranjavanje.
Pripisuje mu se da je prepisao sljedeća djela:
- Rieči pisma, djelo koje se smatra najstarijom poznatom varijantom bokeljske skupine hrvatskih pasionskih tekstova, obiljuje osmeračkim pjesničkim tekstovima (Gospin plač, Misterija s mučilima i dr.). Pripisuje mu se da je crtežima ukrasio taj rukopis.  Jezik tog prijepisa je osuvremenjen i nekih je zajedničkih karakteristika s izravnim prijepisima (npr. onaj Nikole Mazarovića iz 1783.) ili varijantama iz te skupine (Petra Kinka iz Kotora, 1756., kapetana Ivana Nenadića iz 1798. i Vulovićev rukopis Plača nepoznata datuma).
- prijepis Gundulićeva Osman također se pripisuje da je u svezi s njime. Povjesničari umjetnosti su podijeljeni, neki smatraju da je dao prepisati, a drugi da je sam Balović prepisao to djelo.